# Arabisch braille
Arabisch braille (Arabisch: بريل عربية, birēl ʻarabīyah / birayl ) is het alfabet voor het braille in het Arabisch.
Het volgt het unified international braille dat de conventie is voor de meeste braillealfabetten in de wereld. Hierdoor stemmen de toewijzingen van de karakters overeen met andere braillesystemen, zoals Frans braille, Grieks braille, Russisch braille en meer. In tegenstelling tot het algemene Arabische schrift wordt het Arabische brailleschrift gelezen van links naar rechts.
Het Arabische braille is het standaardbraillesysteem voor een groot aantal Arabische landen, waaronder in elk geval Bahrein, Egypte, Jordanië, Koeweit, Libië, Saoedi-Arabië en Syrië. Het Algerijnse braille is sinds 1990 niettemin verschillend en niet verwant aan dit systeem.
Het Bharati braille is vergelijkbaar met Arabisch braille, maar verschilt af en toe in een letter of een diakritisch teken.

## Overzicht

### Letters
| Arabisch | ا | ب | ت | ث | ج | ح | خ | د | ذ | ر |
| Braille  |   |   |   |   |   |   |   |   |   |   |

| Arabisch | ز | س | ش | ص | ض | ط | ظ | ع | غ | ف |
| Braille  |   |   |   |   |   |   |   |   |   |   |

| Arabisch | ق | ك | ل | م | ن | ه | و | ؤ | ﻻ | ي |
| Braille  |   |   |   |   |   |   |   |   |   |   |

| Arabisch | ى | ة | ئ | أ | آ | ـُ | ـَ | ـِ | ـٌ | ـً |
| Braille  |   |   |   |   |   |   |   |   |   |   |

| Arabisch | ـٍ | أو | ـْ | ء | ـّ |
| Braille  |   |    |   |   |   |

### Interpunctie
| Interpunctie | Komma                  | Puntkomma               | Dubbelepunt | Punt       | Uitroepteken | Haakjes |
| ------------ | ---------------------- | ----------------------- | ----------- | ---------- | ------------ | ------- |
| Braille      |                        |                         |             |            |              |         |
| Interpunctie | Aanhalingsteken openen | Aanhalingsteken sluiten | Asterisk    | Onderlijnd | Afbreekteken | Accent  |
| Braille      |                        |                         |             |            |              |         |